# Candelaria Herrera
Pour les articles homonymes, voir Herrera.
Candelaria Lucia Herrera Rodriguez, née le 28 janvier 1999 à San Juan (Argentine), est une joueuse internationale argentine de volley-ball évoluant au poste de centrale.

## Biographie

### Carrière
Originaire de la province de San Juan, elle intègre l'université de Jáchal avant d'évoluer au sein du Club Atlético Villa Dora (es).
En 2017, elle rejoint l'université de Floride, puis l'université de l'Iowa l'année suivante. 
De 2020 à 2021, elle joue pour le club de Gimnasia y Esgrima La Plata, avec lequel elle est finaliste de la ligue d'Argentine.
En janvier 2022, elle rejoint le Championnat de France en signant un contrat avec le SF Paris Saint-Cloud. A l'issue de la saison 2022-2023, elle termine, avec 93 contres gagnants, à la 3e place du classement des meilleures bloqueuses de Ligue AF. Lors de l'exercice 2023-2024, elle est sacrée championne de France après la double victoires de son équipe en finale des play-offs face à Nantes. Elle obtient également le prix de la meilleure centrale de la saison aux côtés de la nantaise Jaelyn Keene.
Lors de l'intersaison 2024, elle rejoint la nouvelle ligue américaine en s'engageant avec la franchise de LOVB Omaha (it).

### Équipe nationale argentine
Avec l'équipe d'Argentine des moins de 18 ans, elle est finaliste du championnat d'Amérique du Sud en 2014, battue par le Brésil. 
Elle est finaliste du championnat d'Amérique du Sud des moins de 20 ans en 2016.
Avec la sélection des moins de 21 ans, elle est finaliste de la Coupe panaméricaine (en) en 2015 (en) et 2017 (en).
Elle participe aux Jeux panaméricains en 2019 où elle glane la médaille de bronze.
Durant l'été 2021, elle prend part aux Jeux olympiques de Tokyo, où les Panthères sont éliminées au premier tour. 
Elle fait partie de la liste des 14 joueuses retenues par le sélectionneur Hernán Ferraro (es) pour le Championnat du monde 2022 où l'équipe se classe 16e.
Elle est finaliste du championnat d'Amérique du Sud en 2023, remporté par le Brésil.
Elle remporte la Coupe panaméricaine en 2023 (en) et 2024 (en).

## Clubs
- Gimnasia y Esgrima La Plata (2020–2021)
- Levallois Paris SC (jan.2022–2024)
- LOVB Omaha (it) (2025–)

## Palmarès

### En sélection nationale
Catégories jeunes
- Championnat d'Amérique du Sud des moins de 18 ans :
  - Finaliste en 2014.

- Championnat d'Amérique du Sud des moins de 20 ans :
  - Finaliste en 2016.
  - 3e place en 2014.

- Coupe panaméricaine des moins de 21 ans (en) :
  - Finaliste en 2015 (en), 2017 (en).

- Coupe panaméricaine des moins de 23 ans :
  - Finaliste en 2016.

Sélection A
- Challenger Cup :
  - 3e place en 2019.

- Jeux panaméricains : 
  - 3e place en 2019.

- Coupe panaméricaine (2) :
  - Vainqueur en 2023 (en), 2024 (en).

- Championnat d'Amérique du Sud :
  - Finaliste en 2023.

### En club
- Championnat d'Argentine (1) :
  - Vainqueur en 2016.
  - Finaliste en 2021.

- Championnat de France (1) :
  - Vainqueur en 2024.

### Distinctions individuelles
- Meilleure centrale du tournoi de France 2022 (amical)
- Meilleure centrale du championnat de France 2023-2024.